# NGC 6609
NGC 6609 est une galaxie lenticulaire (elliptique ?) située dans la constellation du Dragon. Sa vitesse par rapport au fond diffus cosmologique est de 8 063 ± 25 km/s, ce qui correspond à une distance de Hubble de 118,9 ± 8,3 Mpc (∼388 millions d'al). NGC 6609 a été découverte par l'astronome américain Lewis Swift en 1883.
Les avis diffèrent sur la classification de NGC 6609, lenticulaire pour le professeur Seligman et pour Wolfgang Steinicke, elliptique pour la base de données HyperLeda et enfin irrégulière pour la base de données NASA/IPAC. L'image obtenue du relevé Pan-STARRS ne montre rien d'irrégulier dans cette galaxie, aussi il s'agit soit d'une galaxie lenticulaire ou elliptique.

## Identification de NGC 6608
Le professeur Seligman mentionne qu'il serait possible que NGC 6608 soit un doublon de NGC 6609 et il souligne que Steve Gottlieb soutient qu'il aurait été pratiquement impossible pour Swift de voir la galaxie PGC 61556. De plus, l'apparence de PGC 61556 ne correspond pas à la description de Swift, car il n'y a pas d'étoile pâle à proximité.